# Michael Damgaard
Michael Damgaard Nielsen, né le 18 mars 1990 à Rødby, est un handballeur international danois qui joue au poste d'arrière gauche.

## Résultats

### En club
Compétitions internationales
- Vainqueur de la Ligue des champions (C1) (1) : 2023
- Ligue européenne (C3)
  - Vainqueur (1) : 2021
  - Finaliste (1) : 2022
- Vainqueur de la Coupe du monde des clubs (2) : 2021 (en), 2022

Compétitions nationales
- Vainqueur du Championnat d'Allemagne (1) : 2022
- Vainqueur de la Coupe d'Allemagne (1) : 2016

### En sélection
Jeux olympiques
- Médaille d'or aux Jeux olympiques de 2016 à Rio de Janeiro,  Brésil

Championnats du monde
- 5e place au championnat du monde 2015 au Qatar
- 10e place au championnat du monde 2017 en France
- Médaille d'or au championnat du monde 2023 en Suède et Pologne

Championnats d'Europe
- 6e place au championnat d'Europe 2016 en Pologne
- 4e place au championnat d'Europe 2018 en Croatie
- 13e place au championnat d'Europe 2020 en Suède, en Autriche et en Norvège.
- Médaille d'argent au championnat d'Europe 2024 en Allemagne

Autres
- Médaille d'argent au championnat du monde junior 2011 en Grèce